# Danzi
Danzi (kinesiska: 弹子) är en köping i sydvästra Kina. Den ligger i stadsdistriktet Wanzhou i storstadsområdet Chongqing, omkring 200 kilometer nordost om det centrala stadsdistriktet Yuzhong. Antalet invånare är 18 318. Befolkningen består av 8 744 kvinnor och 9 574 män. Barn under 15 år utgör 19,0 %, vuxna 15-64 år 67 %, och äldre över 65 år 13,0 %.